# ГМ (серия)

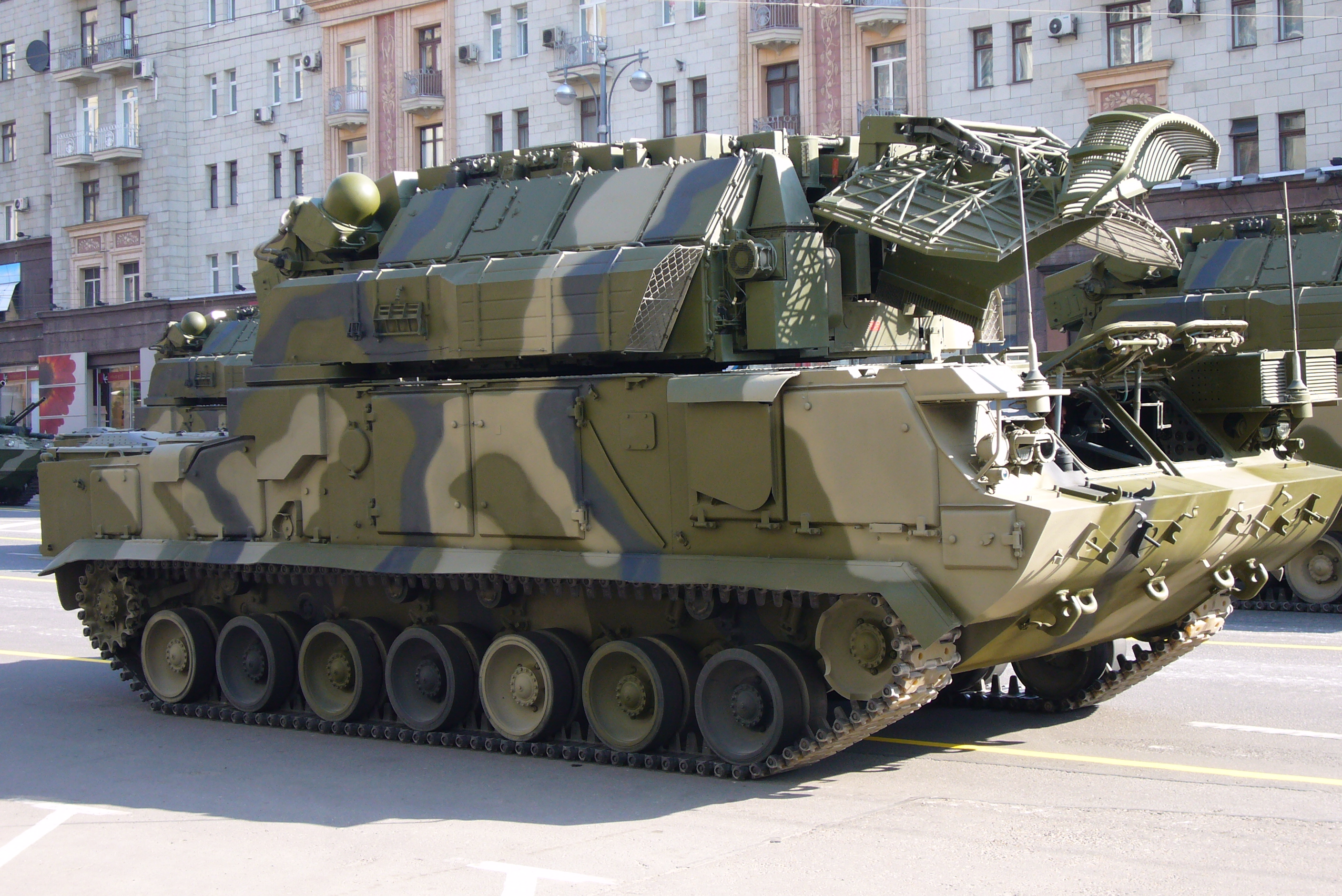
ЗРК «Тор» на шасси ГМ-5955.

ГМ — советская/российская аббревиатура, сокращение слов Гусеничная машина. 
Серия ГМ производится в основном компанией «Мытищинский машиностроительный завод» ((ММЗ) с 1992 года по 2009 года — «Метровагонмаш», независимая компания с 2009 года).

## ГМ-569
ГМ-569 используется для самоходных огневых установок 9А38 зенитно-ракетного комплекса (ЗРК) «Куб» и 9А310 ЗРК «Бук» различных модификаций.

### Технические характеристики
- Масса шасси, кг 24000
- Предельная нагрузка, кг 11500
- База, мм 4605
- Дорожный просвет, мм 450
- Запас хода по топливу, км 300
- Машина работоспособна при:
  - температуре окружающего воздуха, ° С −50 — +50
  - относительной влажности воздуха при t +35 ° С, 98 %
  - запылённости окружающего воздуха при движении, г/м3 до 2,5
- Максимальная скорость движения, км/ч 80
- Среднее удельное давление на грунт, кг/см² не более 0,8
- Тип двигателя: многотопливный, дизель В46-2С1 жидкостного охлаждения с приводным нагнетателем
- Мощность, кВт (л.с.) 522 (710) — 618 (840)

## Другие типы шасси

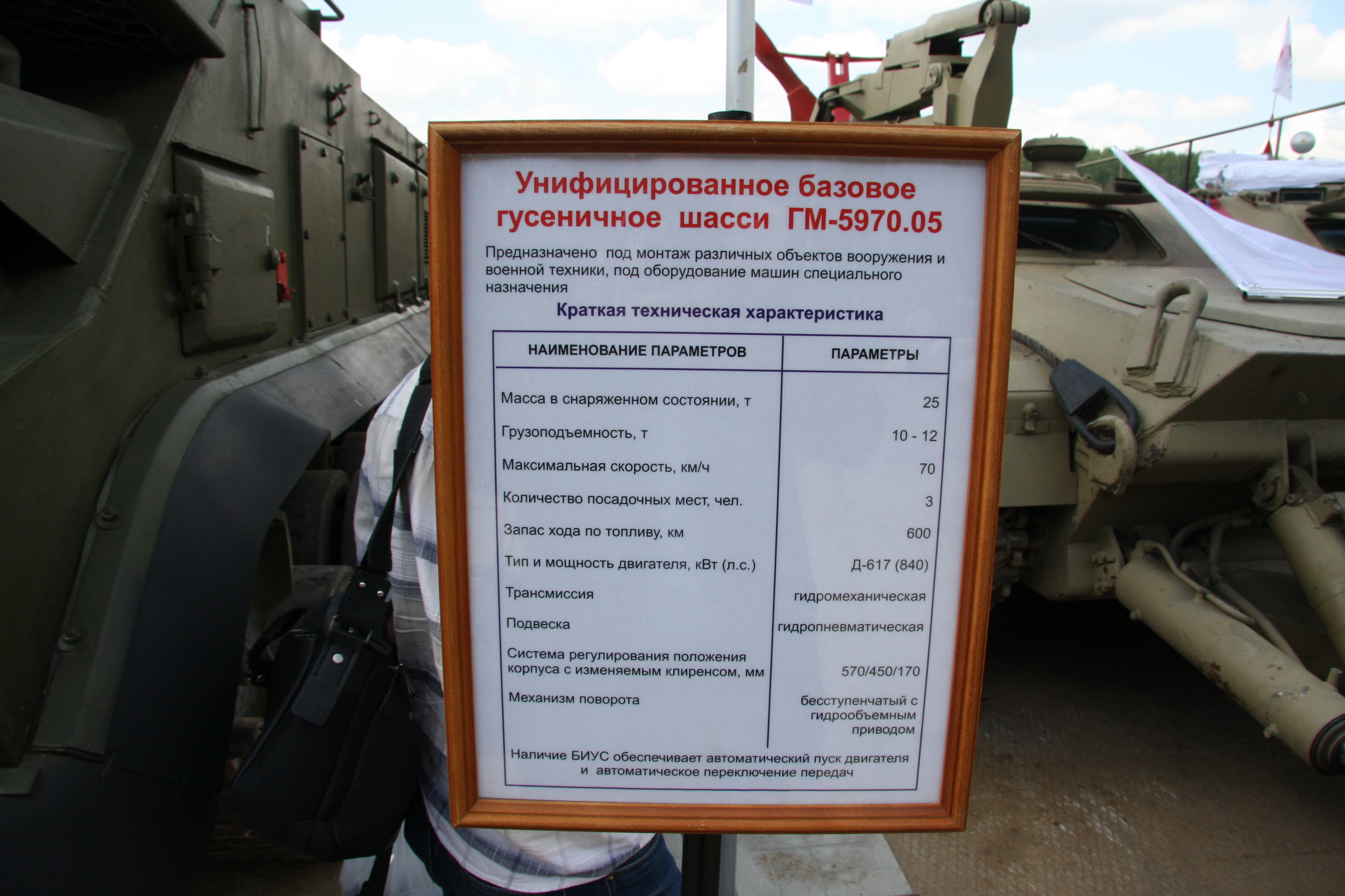
Информационная табличка ГМ-5970.05 на показе бронетехники в Бронницах.

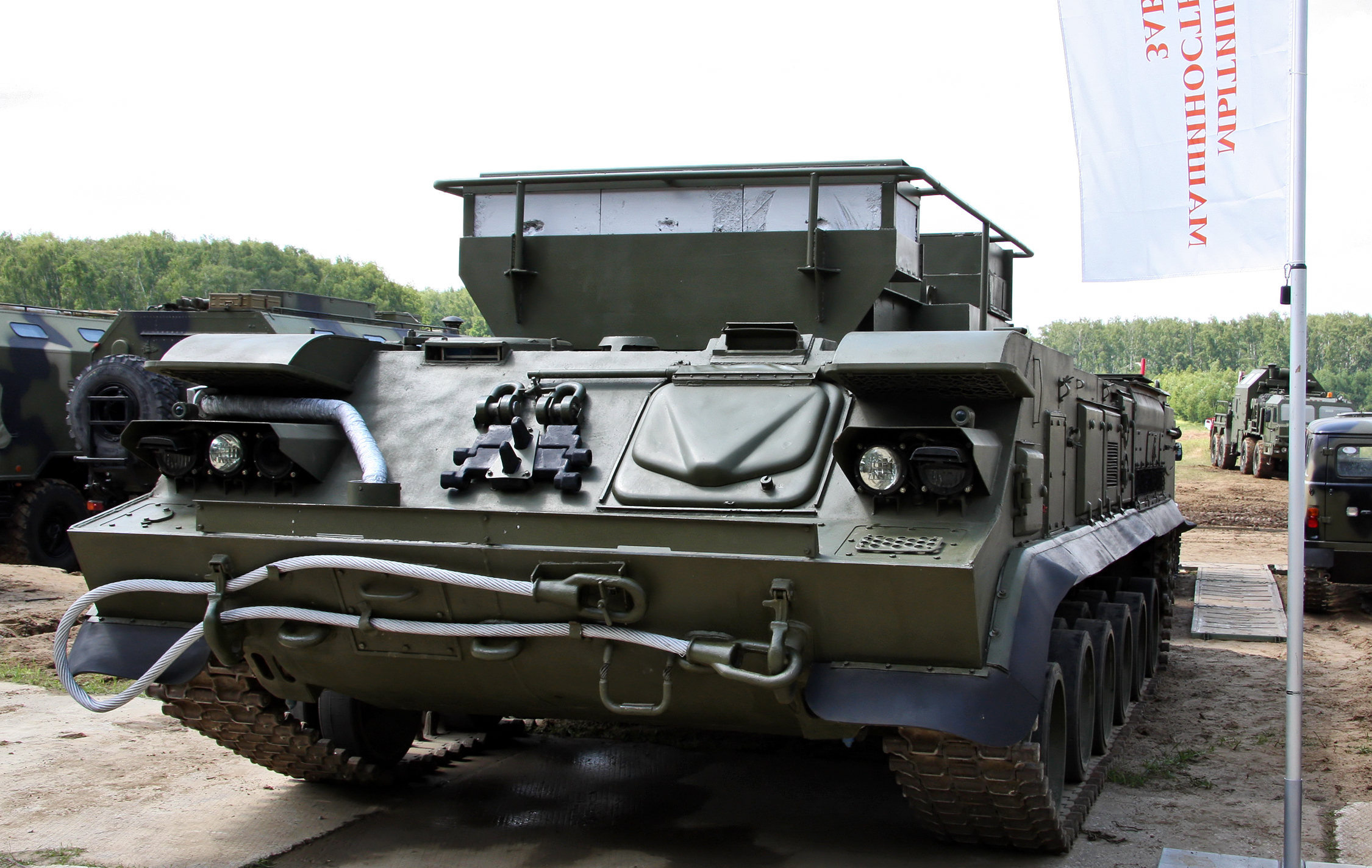
Унифицированное базовое гусеничное шасси ГМ-5970.05 на показе бронетехники в Бронницах.

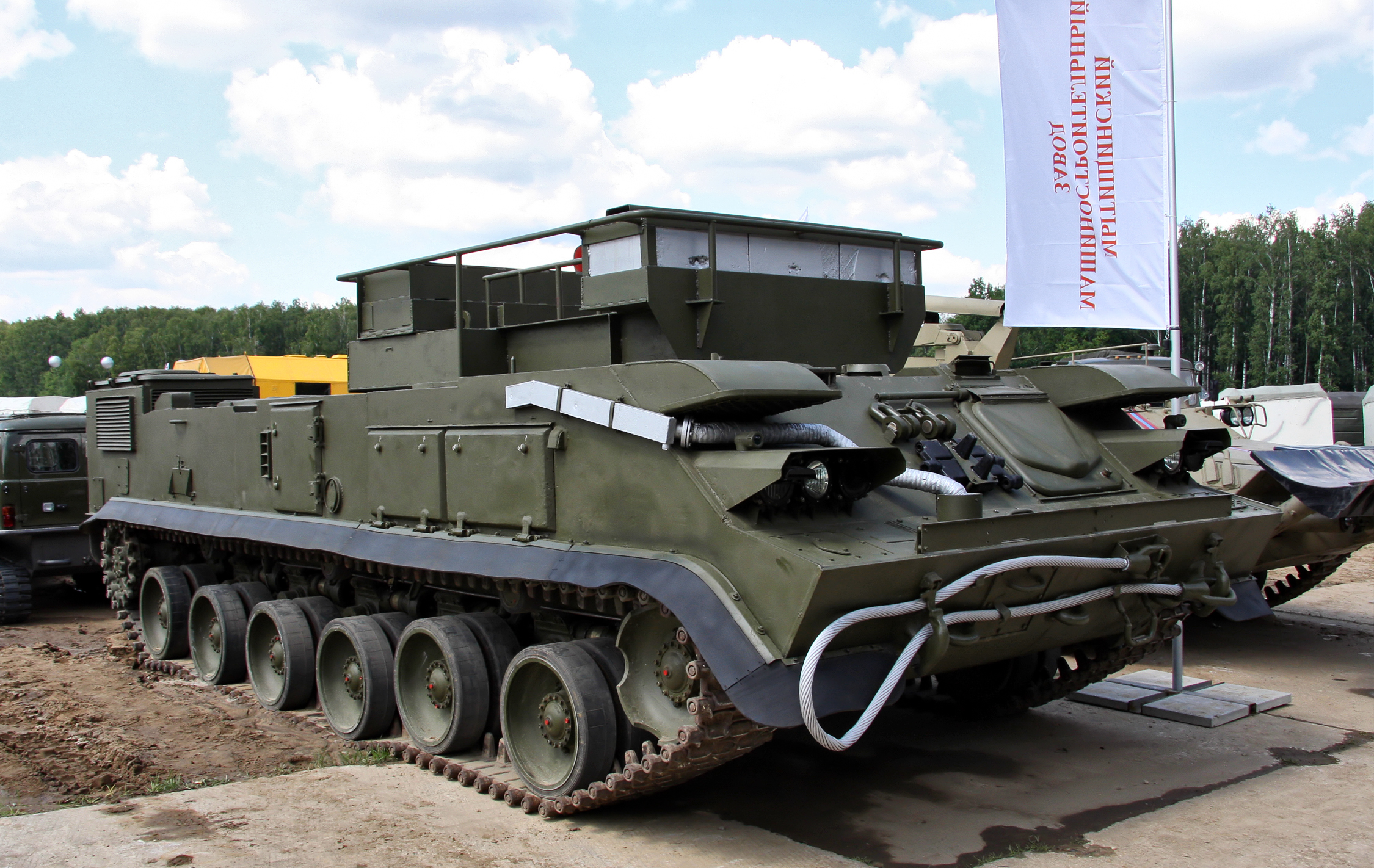

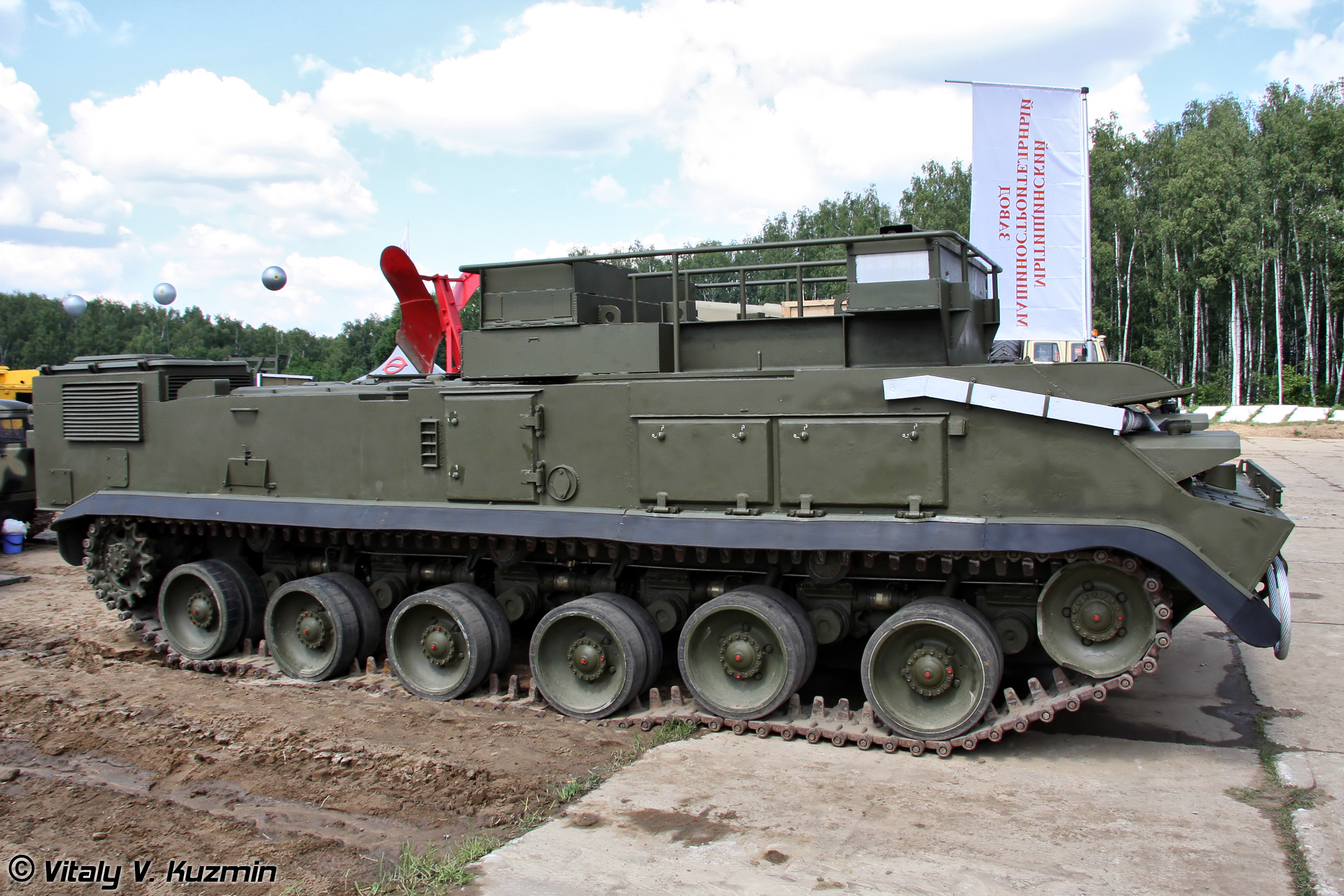

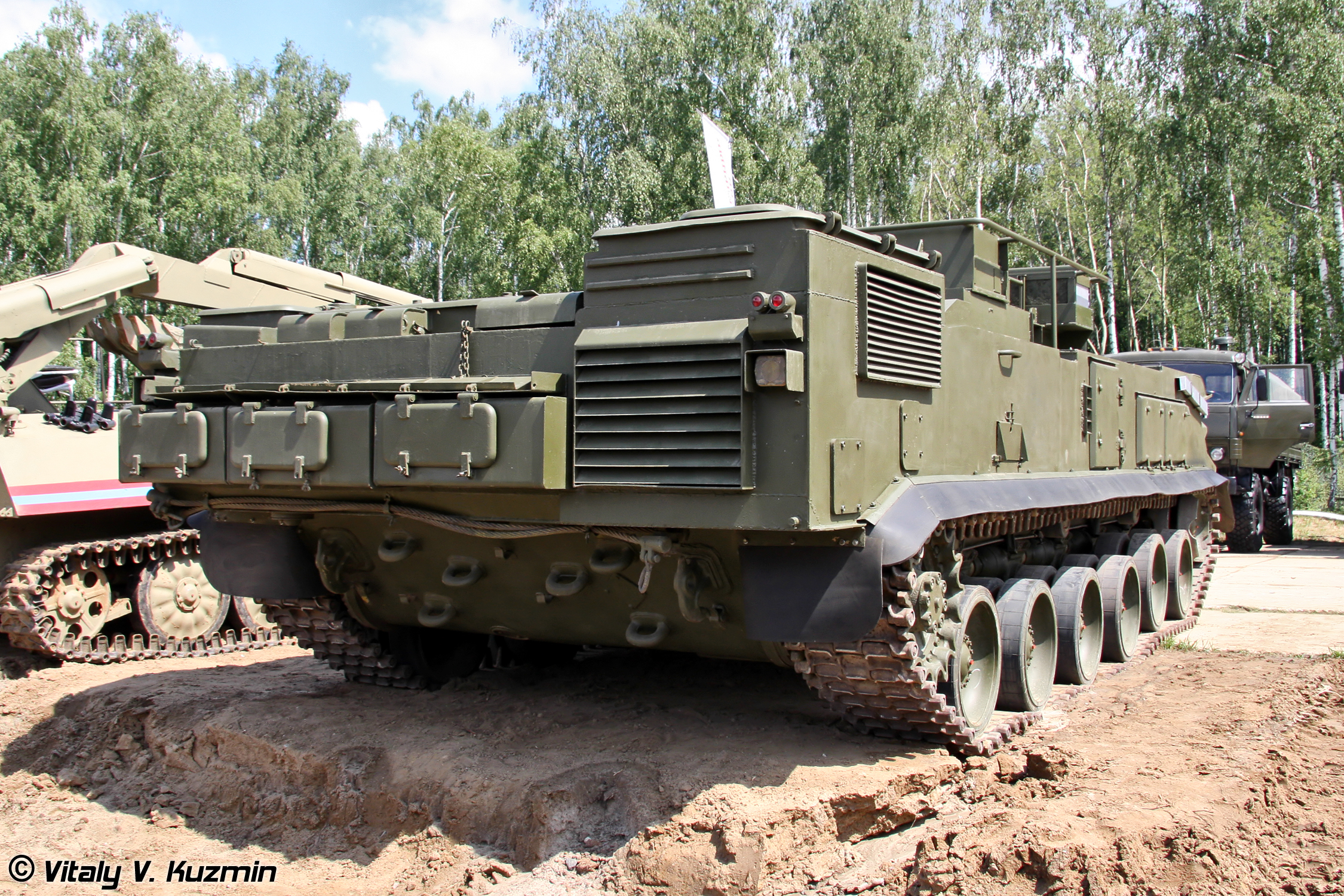

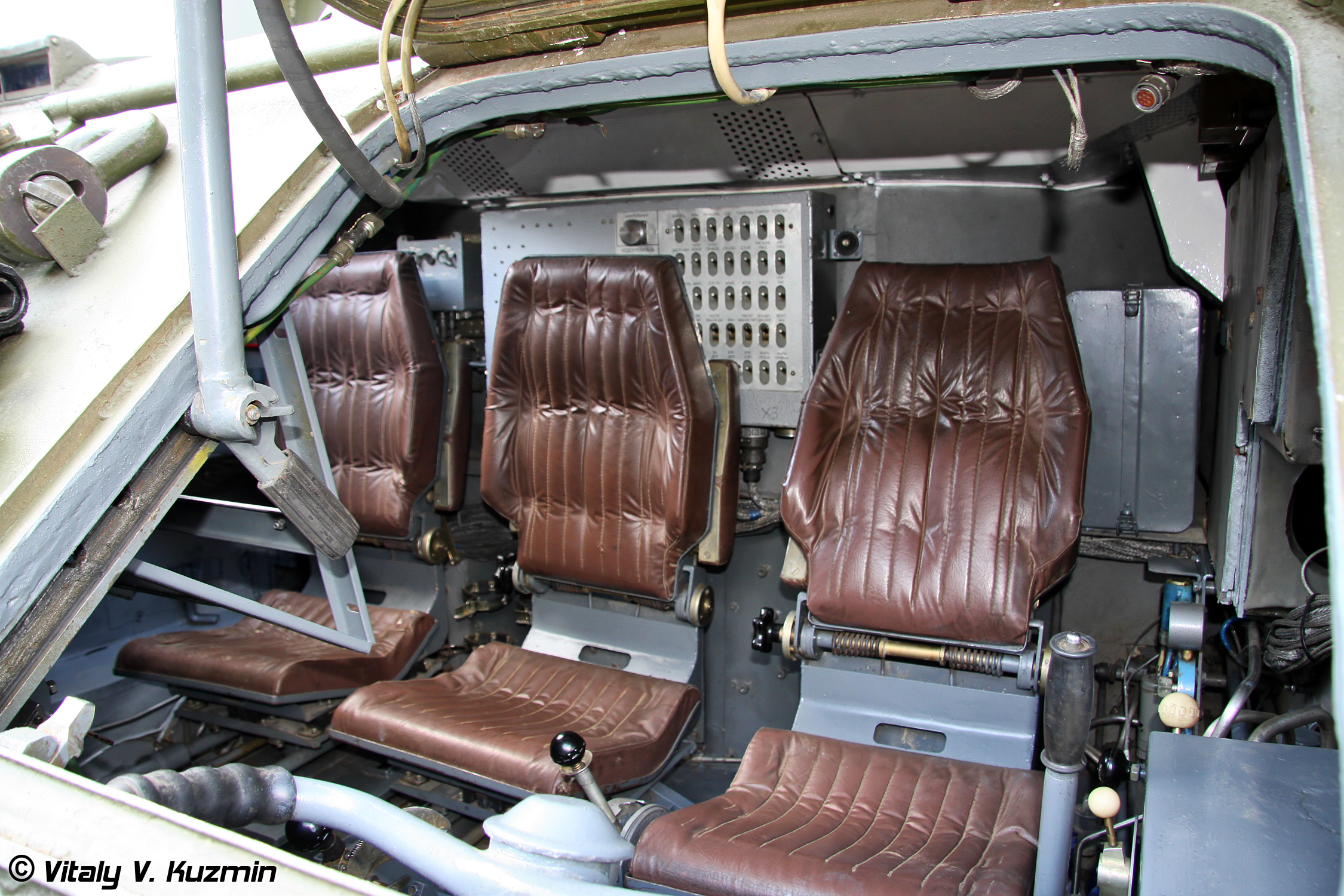

### Мытищинского машиностроительного завода(ОКБ-40, позже ММЗ)
Серия 5
- ГМ-569 используется для самоходных огневых установкок 9А38[1], 9А310[2], 9А310М1, 9А310М1-2
- ГМ-577 используется для пуско-заряжающей установки 9А39[3]
- ГМ-579 используется для командного пункта 9С470[4]
- ГМ-5955 используется для комплексов «Top-М1»
- ГМ-5975 используется для комплексов «Тунгуска-М1»

Кроме того, в разное время ММЗ (ОКБ-40) разработало, создало и выпускало:
- ГМ-567А
- ГМ-568 использовалась для самоходной установки разведки и наведения 1С91 (СУРН) ЗРК 2К12 «Куб»[5]
- АСУ-57 (Объект 572)
- ГМ-575 использовалась для самоходной зенитной установки ЗСУ-23-4 или «Шилка»
- ГМ-578 использовалась для пусковой установки 2П25 ЗРК «Куб»
- ГМ-562 (Индекс ГБТУ — Объект 562) — российский средний многоцелевой транспортёр-тягач МТ-СМ
- ГМ-5959
- ГМ-5951
- ГМ-5952

### ОКБТКировского завода(Ленинград) иНИИ-100(Челябинск)
- КВ-9 (Объект 229) — экспериментальный тяжёлый танк
- КВ-13 (объект 233) — опытный средний танк периода Второй мировой войны (СКБ-2 Челябинского Кировского завода)
- Объект 234 — опытный тяжёлый танк
- ИС-2 (Объект 240) — советский тяжёлый танк периода Великой Отечественной войны (Челябинский Кировский завод — ЧКЗ)
- ИС-7 объект 260) — тяжелый танк
- Т-10 (объект 730) — тяжелый танк

Серия 2
- Объект 27 — шасси для транспортабельной атомной электростанции на базе Т-10
- РТ-15 и РТ-20П — самоходные пусковые установки ракетных комплексов, использовавших элементы шасси Т-10
- ГМ-216 (Объект 216) — самоходная пушка 2С7 «Пион», разработанная КБ-3 Кировского завода
- Объект 268 — опытная тяжёлая противотанковая САУ на базе Т-10 (разработан КБ Завода № 172)
- Объект 271 — шасси опытной САУ особой мощности 2А3 «Конденсатор»
- Объект 273 — самоходный миномёт 2Б1 «Ока», разработанный КБ Кировского завода в
- Объект 282 — опытный советский ракетный танк на базе танка Т-10.
- Объект 287 — опытный ракетный танк
- Объект 288 — опытный ракетный танк
- Т-80 и модификации (Объект — 219, 630А, 640, 644, 478) — основной боевой танк

### Минского тракторного завода(МТЗ)
Серия 3
- ГМ-355 было использовано для боевых машин (БМ) 9А330, в том числе СОЦ, СН, СЦВМ, ПУ, ГМ (ЗРК 9К330 «Тор»).

- ГМ-352 использовалась для БМ 2С6 (ЗПРК 2К22 «Тунгуска»)
  - ГМ-352М использовалась для БМ «Тунгуска-М» (Минский тракторный завод МСХМ)

### КБ-60 (Харьковское КБМ)
Серия 4
- Объект 416 (СУ-100М) — советская опытная 100-мм самоходная артиллерийская установка
- Объект 430 — опытный средний танк
- Объект 432 — советский средний танк Т-64
- Объект 435 — модификация «Объекта 430» с установкой 115-мм орудия 2А21
- Объект 436

### ГСКБ-2Челябинского тракторного завода
Серия 7
- ИС-3 (Объект 703) — советский тяжёлый танк
- Объект 765 — БМП-1 и первое опытное шасси для 2С1 «Гвоздика»
- Объект 757 — опытный тяжёлый ракетный танк
- Объект 772 — проект ракетного танка
- Объект 775, 778, 780 — экспериментальный ракетный танк

### ЦКБ Уральского завода транспортного машиностроения (Свердловск)
- ГМ-118 (Объект 118) — гусеничный минный заградитель на базе САУ СУ-100П
- ГМ-119 (Индекс ГБТУ — Объект 119) — шасси ЗСУ-37-2 «Енисей»
- ГМ-123 было использовано для 2С3 «Акация», 2С4 «Тюльпан», 2С5 «Гиацинт», а также для самоходной пусковой установки 2П24 ЗРК 2К11 «Круг»
- ГМ-124 — шасси станция наведения ракет 1С32 ЗРК «Круг»

### Других производителей
- Объект 140 — советский опытный средний танк (Завод № 183)
- МТ-ЛБ (Объект 6) — советский многоцелевой плавающий лёгкий бронированный транспортёр (тягач)
- ГМ-426
- ГМ-429А (Объект 429А) — проект самоходной пушки КБ завода «Баррикады»
- Объект 508/509 — ПРП-4МУ, модификация подвижного разведывательного пункта, предлагаемая ОАО «Рубцовский машиностроительный завод»
- АСУ-76 (Объект 570) и АСУ-76П (Объект 571, плавающий вариант) — шасси опытной лёгкой советской авиадесантной самоходной артиллерийской установки (САУ).
- Объект 618 — опытный командирский танк КБ завода № 174 в Омске на базе танка Т-64А.
- Объект 779М — ПРП-4М «Дейтерий» — подвижный разведывательный пункт
- ГМ-830 и ГМ-835 были использованы для машин ЗРК С-300В, разработки КБ-3 Ленинградского Кировского завода (ныне ПО «Спецмаш»)[7].
- Объект 924 — шасси 2С2 «Фиалка» изготовлено на Волгоградском тракторном заводе на базе боевой машины десанта БМД-1

### Официальный сайт Метровагонмаша
- Общее описание ГМ-569, ТТХ ГМ-569
- Общее описание ГМ-5955, ТТХ ГМ-5955
- Общее описание ГМ-5975, ТТХ ГМ-5975